# 西田博太郎

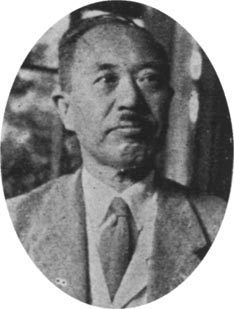
西田博太郎

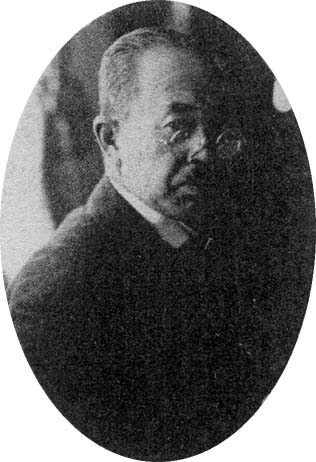
西田博太郎

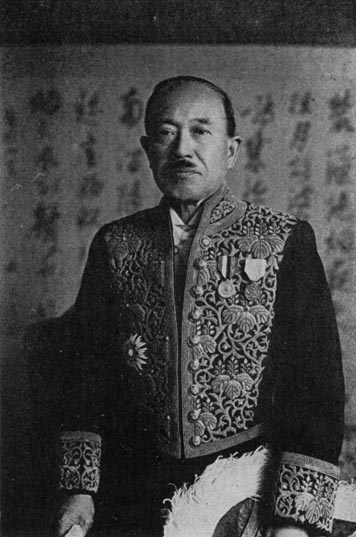
西田博太郎

西田 博太郎（にしだ ひろたろう、1877年8月1日 - 1953年1月26日）は、日本の染色学者。

## 経歴
東京府東京市下谷（現・東京都台東区）出身。父の転任で島根県松江市に転居し、松江中学校でラフカディオ・ハーン（小泉八雲）に英語を習う。山口高等学校を経て1901年東京帝国大学工科大学応用化学科卒業。1903年からイギリス・ドイツに留学し、マンチェスターの高等工芸学校、フランクフルトの染料会社、ミュールハウゼンの化学専門学校で染色化学を研究し、1905年8月に帰国。
名古屋高等工業学校（現名古屋工業大学）教授を経て、1909年に日本セルロイド人造絹株式会社(現ダイセル)に工務部長として入社、網干工場において人造絹糸（レーヨン）製造の研究に当たった。ドイツより文献を集め試行を繰り返したが、レーヨン製造には至らなかった。結局、米沢高等工業学校(現山形大学)教授秦逸三がレーヨン製造に成功し、帝国人造絹糸（現帝人）が設立された。これは大学発ベンチャーの先駆けとして知られる。その後、西田は日本セルロイド人造絹株式会社専務取締役に就任。セルロイドの品質向上に貢献し大量生産にこぎつけるも売れず、しばらくして退社した。1914年に工学博士が授与される。1915年文部省からロシアに派遣され、ペトログラード・モスクワに滞在してロシア更紗の研究に当たり、1916年帰国。
1916年桐生高等染織学校（現群馬大学理工学部）教授に就任、1918年同校長に昇進。異例ともいえる27年間の長きにわたり校長職を務め、名物校長として知られた。そのため、桐生高等工業学校は西田の影響が強く「官立西田塾」とも言われた。1945年退職。西田は退職後も桐生に留まり、桐生ユネスコ協会会長を務めていた。染色学の権威であり政治的手腕もあった。繊維工業、化繊工業の発展につくした。
息子は繊維経済研究所理事長を務めた西田譲二である。

## 著書
- 『露西亜紀行』日本工業通信社 1916
- 『戦時之露国産業』化学工芸社 1917
- 『近世色染法 理論応用』第1-5編 丸善 1915-23
- 『人造絹糸の話』帝国教育会出版部 現代生活叢書 1929
- 『染織物の常識』三省堂 クロモシーリズ 工芸常識講座 1929
- 『工業汎論』丁酉出版社 1931
- 『欧米見たまゝ』化学工芸社 1933
- 『繊維工業経営』千倉書房 1936
- 『工業概論』千倉書房 1944
- 『工場管理』千倉書房 1948

### 共編著
- 『実験化学工業』全3巻 慶松勝左衛門共編 化学工業発行所 1917
- 『染色工業用薬品』上田嘉助共著 博文館 1919
- 『硫化染料製造法』山路信蔵共著 博文館 1920
- 『大日本之化学工業』編 化学工業研究所出版部 1925
- 『化学史概説』益田苦良共著 東京宝文館 1927
- 『染織原料試験法』塚本信雄共著 太陽堂 1929
- 『雑貨染色法』編 工業図書 日本工学全書 1936